# Kerekes Sándor (orvos)
Kerekes Sándor (Brassó, 1922. május 3. –) sebészorvos, orvosi szakíró.

## Életútja
Középiskoláit Sepsiszentgyörgyön végezte (1941), oklevelét a Bolyai Tudományegyetem orvosi karán szerezte (1947). A Marosvásárhelyi Orvosi és Gyógyszerészeti Egyetem (OGYI) ortopédia–traumatológia–gyermeksebészeti klinika sebész főorvosa, az orvostudományok doktora (1970).
Szakközleményei, melyekben főleg a gyomor- és emlőrák sebészetével foglalkozott, hazai (Orvosi Szemle, Chirurgia) és külföldi (Orvosi Hetilap, Magyar Sebészet, Zentralblatt für Chirurgie) szakfolyóiratokban jelentek meg.